# Edwin Linssen
Edwin Linssen (Neeritter, 28 augustus 1980) is een Nederlands voormalige profvoetballer en huidig voetbaltrainer.

## Carrière
Linssen kwam op jonge leeftijd in de jeugd van VVV-Venlo. Op 22 augustus 1998 maakte hij op 17-jarige leeftijd zijn debuut in de hoofdmacht in een thuiswedstrijd tegen ADO Den Haag (2-0). De jeugdinternational stond bekend als een van de grootste talenten van Nederland en speelde ook een grote rol op het middenveld van de Venlose club. In 2008 tekende Linssen een contract bij Roda JC, waarvoor hij twee seizoenen uitkwam.
In de winterstop van het seizoen 2009/10 werd Linssen door Roda JC verhuurd aan Fortuna Sittard. Evenals Harrie Gommans tekende Linssen voor een half jaar bij de Sittardenaren. In de voorbereiding op seizoen 2010/2011 mocht Linssen bij Roda JC transfervrij vertrekken. Hij koos voor een Cypriotisch avontuur bij AEK Larnaca, waar toen de Nederlanders Danny Schenkel, Kevin Hofland en Gregoor van Dijk speelden, Ton Caanen trainer was en Jordi Cruijff technisch directeur.
In juli 2013 keerde Linssen terug naar Nederland. Hij tekende een contract voor twee jaar bij De Graafschap. De middenvelder sloot in 2015 zijn carrière af bij de Doetinchemse club. Na zijn carrière werd Linssen hoofdtrainer van Jong Willem II. In 2018 ging hij als jeugdtrainer aan de slag bij Vitesse. In 2020 keerde hij als assistent-trainer terug bij De Graafschap. Linssen tekende een contract voor één seizoen, met een optie voor nog een jaar. In januari 2022 vertrok hij naar Roda JC waar hij assistent werd van Jurgen Streppel.
Sinds 2019 is Linssen werkzaam bij de VVCS.

## Wetenswaardigheid
Linssens broer Bryan is ook profvoetballer.

## Statistieken
| Seizoen | Club            | Competitie     | Competitie | Competitie | Beker | Beker | Internationaal1 | Internationaal1 | Overig2 | Overig2 | Totaal | Totaal |
| Seizoen | Club            | Competitie     | Wed.       | Dlp.       | Wed.  | Dlp.  | Wed.            | Dlp.            | Wed.    | Dlp.    | Wed.   | Dlp.   |
| ------- | --------------- | -------------- | ---------- | ---------- | ----- | ----- | --------------- | --------------- | ------- | ------- | ------ | ------ |
| 1998/99 | VVV             | Eerste divisie | 33         | 7          | 3     | 1     | -               | -               | -       | -       | 36     | 8      |
| 1999/00 | VVV             | Eerste divisie | 31         | 5          | 2     | 0     | -               | -               | -       | -       | 33     | 5      |
| 2000/01 | VVV             | Eerste divisie | 26         | 0          | 6     | 0     | -               | -               | -       | -       | 32     | 0      |
| 2001/02 | VVV             | Eerste divisie | 30         | 0          | 5     | 0     | -               | -               | -       | -       | 35     | 0      |
| 2002/03 | VVV             | Eerste divisie | 17         | 0          | 0     | 0     | -               | -               | -       | -       | 17     | 0      |
| 2003/04 | Helmond Sport   | Eerste divisie | 30         | 6          | 1     | 0     | -               | -               | 6       | 0       | 37     | 6      |
| 2004/05 | VVV-Venlo       | Eerste divisie | 33         | 1          | 1     | 0     | -               | -               | 6       | 0       | 40     | 1      |
| 2005/06 | VVV-Venlo       | Eerste divisie | 30         | 2          | 4     | 0     | -               | -               | 0       | 0       | 34     | 2      |
| 2006/07 | VVV-Venlo       | Eerste divisie | 35         | 2          | 1     | 0     | -               | -               | 5       | 0       | 41     | 2      |
| 2007/08 | VVV-Venlo       | Eredivisie     | 30         | 2          | 1     | 0     | -               | -               | 3       | 1       | 34     | 3      |
| 2008/09 | Roda JC         | Eredivisie     | 28         | 0          | 3     | 0     | -               | -               | 3       | 0       | 34     | 0      |
| 2009/10 | Roda JC         | Eredivisie     | 8          | 0          | 1     | 0     | -               | -               | -       | -       | 9      | 0      |
| 2009/10 | Fortuna Sittard | Eerste divisie | 14         | 0          | 0     | 0     | -               | -               | -       | -       | 14     | 0      |
| 2010/11 | AEK Larnaca     | A Divizion     | 28         | 3          | ?     | 1     | -               | -               | -       | -       | ??     | 4      |
| 2011/12 | AEK Larnaca     | A Divizion     | 25         | 2          | 6     | 1     | 11              | 1               | -       | -       | 42     | 4      |
| 2012/13 | AEK Larnaca     | A Divizion     | 11         | 1          | 0     | 0     | -               | -               | -       | -       | 11     | 1      |
| 2013/14 | De Graafschap   | Eerste divisie | 31         | 0          | 1     | 0     | -               | -               | 4       | 0       | 36     | 0      |
| 2014/15 | De Graafschap   | Eerste divisie | 32         | 0          | 1     | 0     | -               | -               | 5       | 0       | 38     | 0      |
| Totaal  | Totaal          | Totaal         | 472        | 31         | ??    | 3     | 11              | 1               | 32      | 1       | ???    | 36     |